# Joan Cererols
Joan Cererols i Fornells (Martorell, 1618. szeptember 9. – Montserrat, 1680. augusztus 27.) katalán származású spanyol zeneszerző, kórusvezető, bencés szerzetes.

## Élete
1625 körül kezdett tanulni a montserrati kolostor iskolájában, ahol Joan Marc, az egykor híres orgonista vezette a kórusiskolát. Cererols az ő irányítása mellett sajátította el a zeneszerzést, és hangszereken is tanult játszani (hegedű, cselló, hárfa, orgona). 1636 szeptemberében a kolostor novíciusa lett, és befejezte tanulmányait. A katalán felkelés miatt  Madridba menekült 1648-ban, és ott az újra alapított montserrati közösség tagja lett. Öt év után visszatért Montserratba,  belépett a rendbe, és kántorként valamint a fiúkórus vezetőjeként működött.  
Harminc éven keresztül – egészen haláláig – vezette a kolostor zenei életét. Hírnevének köszönhetően az Ibériai-félsziget minden részéből jöttek hozzá tanítványok. Kortársai méltán hívták őt mesternek.  
Műveinek csak egy része maradt fent, mert 1811-ben Napóleon katonái felgyújtották a kolostort. Katalán archívumok és könyvtárak megőrizték műveinek számos kottamásolatát. Ezek főleg polikorális latin nyelvű művek, melyeket liturgikus használatra írt. A különböző hangnemekben írt hat miséjét ifjúkorában komponálta. Zenéjét a homofonikus és polifonikus tételek, a melodikus ellenpont jellemzik.

## Művei
- 6 mise
- 2 requiem (Missa pro defunctis, Missa de Batalla)
- motetták, megzenésített zsoltárok, antifónák